# Diholcos decalvans
Diholcos decalvans là một loài thực vật có hoa trong họ Đậu. Loài này được (Gand.) Rydb. mô tả khoa học đầu tiên năm 1905.